# Priseaca
Priseaca là một xã thuộc hạt Olt, România. Dân số thời điểm năm 2002 là 1958 người.